# Харламовцы
Харла́мовцы — деревня в городском округе город Шахунья Нижегородской области России. Примыкает к западной окраине города Шахунья, отделена от города рекой Чёрная (приток Малой Какши).
Вдоль южного конца деревни проходят автодорога Урень — Шахунья и ж.-д. линия Нижний Новгород — Котельнич.
Детский сад для жителей расположен в Лужайках, а школа в городе Шахунья.
| 1999 | 2002 | 2010 |
| ---- | ---- | ---- |
| 64   | ↗89  | ↗169 |